# Quelllüftung

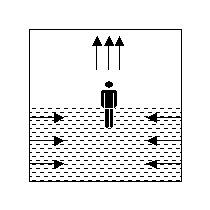
Quelllüftung

Die Quelllüftung wird in der Lüftungs- und Klimatechnik eingesetzt und ist eine Sonderform der Verdrängungslüftung. Die Zuluft (Frischluft) wird hierbei impulsarm in den zu belüftenden Raum eingebracht. Sie findet ihren Einsatz im Komfortbereich oder bei der Belüftung von Bereichen (Industrie) mit örtlich auftretenden thermischen Lasten.
Dabei wird die für den Raum erforderliche Zuluft durch bodennah angeordnete Quellluftauslässe ausgelassen. Es bildet sich im Bodenbereich ein Frischluftsee, dessen Luft an warmen Flächen, zum Beispiel Menschen nach oben strömt. Frische Außenluft steht damit dort zur Verfügung, wo sie benötigt wird, ohne das Luftvolumen des gesamten Raumes umwälzen zu müssen.
Die eingebrachte Luft sollte dabei eine Untertemperatur von ca. 2–4 K gegenüber der Raumluft aufweisen und mit einer max. Geschwindigkeit von 0,25 m/s aus dem Luftauslass strömen.
Die Quelllüftung erzielt als Verdrängungslüftung höchste Lüftungseffizienz. Gegenüber herkömmlichen Lüftungskonzepten wird vollständig auf eine energieraubende Luftinduktion bei der Lufteinbringung verzichtet. Bei der angewandten Luftführung sind auf Grund der minimierten Luftgeschwindigkeit generell Zugerscheinungen reduziert und die Raumbehaglichkeit erhöht. Quelllüftung ist wegen der weniger benötigten Luftmengen und geringeren Anlagendrücken überwiegend für den Gebäudebetrieb wirtschaftlicher und meist auch mit einer geringeren akustischen Belastung verbunden.
Quelllüftung ist für öffentliche Gebäude mit großem Lüftungsbedarf und hohen Anforderungen an Luftqualität und Raumklima schon seit vielen Jahren eine anerkannte  Technik. In vielen Versammlungsstätten, Kinos, Konzert- und Theatersälen etc. wird sie erfolgreich eingesetzt.